# الدورة 4 للجنة التراث العالمي
الدورة الرابعة للجنة التراث العالمي انعقدت في الفترة ما بين 1 سبتمبر وحتى 5 سبتمبر من العام 1980، وذلك في مدينة الأقصر بمصر.

## الأعضاء
- الجزائر
- الأرجنتين
- أستراليا
- بلغاريا
- الإكوادور
- مصر
- فرنسا
- غانا
- إيران
- العراق
- إيطاليا
- نيبال
- نيجيريا
- باكستان
- بنما
- السنغال
- السودان
- سويسرا
- تونس
- الولايات المتحدة